# 돌산향교
돌산향교(突山鄕校)는 대한민국 전라남도 여수시 돌산읍 군내리에 있는 향교이다. 1984년 2월 29일 전라남도의 문화재자료 제41호로 지정되었다.

## 개요
향교는 공자와 여러 성현께 제사를 지내고 지방민의 교육과 교화를 위해 나라에서 세운 교육기관이다.
돌산향교는 광무 1년(1897) 대성전을 처음으로 지었고 광무 2년(1898)에 명륜당이, 그 다음해에 풍화루를 세웠다．이후 여러 차례 보수와 새로 고쳐 세워 지금의 모습을 갖추고 있다. 1915년에 돌산군이 없어지자, 돌산향교도 없어질 위기를 맞았으나 지방 유림들의 노력으로 오늘에 이르고 있다.
전체적인 구조는 왼쪽에 교육 공간이 있고, 오른쪽에 제사 공간이 있는 좌학우묘의 특이한 배치 형태로 되어 있다．
현재 남아있는 건물로는 대성전·명륜당·풍화루·내삼문이다.
대성전은 공자를 비롯하여 중국과 우리나라 유학자의 위패를 모시고 제사를지내는 곳이다．앞면 3칸·옆면 3칸 규모이며，지붕은 옆면에서 볼 때 사람 인(人)자 모양인 맞배지붕이다．학생들이 모여 공부하는 강당인 명륜당은 앞면 5칸·옆면 3칸 규모로，지붕은 옆면에서 볼 때 여덟 팔(八)자 모양인 팔작지붕이다. 풍화루는 학생들이 휴식을 취하는 2층 누각으로 앞면 3칸·옆면 2칸 규모이다.
조선시대에는 나라에서 토지와 노비·책 등을 지원받아 학생을 가르쳤으나, 지금은 교육 기능은 없어지고 제사 기능만 남아 있다. 현재 향교에는 일제시대 후반기인 1933∼1938년 사이에 돌산향교와 각 관공서, 군·면간에 오고간 문서를 소장하고 있다.

## 참고 자료
- 돌산향교 - 국가유산청 국가유산포털